# János Szirmai
János Szirmai (geboren 1925 in Keť, Nitriansky kraj, Tschechoslowakei; gestorben 2. Dezember 2014 in Arnheim) war ein ungarisch-niederländischer Buchbinder und Einbandforscher.

## Leben
János Alexander Szirmais Vater Ján Sulimanec änderte während des Studiums am Priesterseminar zu Banská Bystrica (deutsch Neusohl, ungarisch Besztercebánya) seinen Namen in das ungarische Szirmai. Während des Ersten Weltkriegs verliebte er sich in die Nonne Helena Francisca Concha (ebenfalls aus Banská Bystrica), heiratete sie, und da er nicht länger als katholischer Priester wirken konnte, wechselte er die Religion und war ab Anfang der 20er Jahre als Pfarrer der Ungarischen reformierten Kirche im ungarischen Dorf Keť (ungarisch Érsekkéty) in der Südslowakei tätig. Dort wurde Ján Alexander 1925 als sein zweites Kind geboren. Während des Zweiten Weltkriegs begann Ján Alexander 1942 ein Kunststudium in Bukarest und wechselte 1943 zu einem Medizinstudium in Budapest und in Bratislava. In der Zeit der deutschen Besetzung Ungarns ab März 1944 half er Budapester Juden, unter ihnen die Familie der Medizinstudentin Éva Fischer, sich dem Zugriff des Eichmann-Kommandos und seiner ungarischen Helfer zu entziehen, indem er sein zeichnerisches Talent für Ausweisfälschungen zur Verfügung stellte. Er floh 1947 aus den Ostblockstaaten und setzte 1951 das Medizinstudium in den Niederlanden fort. Er schlug einen Berufsweg als Arzt ein und arbeitete auch als Hochschullehrer an der Universität Leiden und an der Universität Rotterdam.

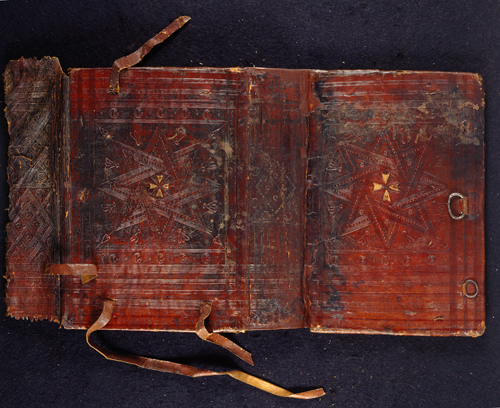
Koptischer Psalter, 8. Jahrhundert, Ziegenledereinband. Von Szirmai beschrieben.

Szirmai beschäftigte sich aus Liebhaberei mit verschiedenen künstlerischen und handwerklichen Techniken wie Buchbinden, Kalligrafie, Typografie und Goldschmieden und gab
1971 den Arztberuf ganz auf. Bei Martin Jaegle am Centro del bel libro in Ascona erlernte er die Buchkunst.
Für sein gestalterisches und handwerkliches Können erhielt er 1975 die Auszeichnung „Prix Paul Bonnet“, und seine kunstvollen Einbände waren in zahlreichen internationalen Ausstellungen zu sehen. 1984 veröffentlichte er einen Katalog seines buchgestalterischen Werks im Rahmen einer Ausstellung in der Universitätsbibliothek Amsterdam. 1986 wurde er mit dem „Prix international de reliure d’art Germaine de Coster“ ausgezeichnet. 1987 erhielt er den Tiele-Lehrstuhl für eine Gastprofessur an der Universität Amsterdam. Er hielt Lehrveranstaltungen und Vorträge in Fachgremien und betreute Diplomarbeiten zu historischen Einbandformen. Szirmai publizierte in zahlreichen Fachzeitschriften (Magnus, Quaerendo, Bindereport, The New Bookbinder) und wirkte 1992 an der Erarbeitung einer Terminologie in Kneep & Binding mit. Sein Hauptwerk The Archaeology of Medieval Bookbinding, in dem er auch sein zeichnerisches Talent zur Geltung brachte, kam 1999 heraus und entwickelte sich zum Standardwerk für historische Einbandtechniken. Zusammen mit seiner Frau Mia betrieb Szirmai jahrelang eine kleine Kunstbuchbinderei in Oosterbeek.
Szirmai wurde 2006 als Gerechter unter den Völkern geehrt.

## Schriften (Auswahl)
- The archaeology of medieval bookbinding. Ashgate, Aldershot 1999, ISBN 0-85967-904-7.
- mit Kees Gnirrep und Johan Peter Gumbert: Kneep en binding: een terminologie voor de beschrijving van de constructies van oude boekbanden. Koninklijke Bibliotheek, Den Haag 1992, ISBN 90-6259-096-9.